# Rio Pardo (vattendrag i Brasilien, Minas Gerais, lat -21,42, long -42,65)
Rio Pardo är ett vattendrag i Brasilien.   Det ligger i delstaten Minas Gerais, i den sydöstra delen av landet, 800 km sydost om huvudstaden Brasília.
Omgivningarna runt Rio Pardo är huvudsakligen savann. Runt Rio Pardo är det ganska tätbefolkat, med 70 invånare per kvadratkilometer.